# Sırapınar, Çekmeköy
Sırapınar là một xã thuộc huyện Çekmeköy, tỉnh Istanbul, Thổ Nhĩ Kỳ. Dân số thời điểm năm 2010 là 796 người.